# Aeroporto di Amburgo-Finkenwerder
L'Aeroporto di Amburgo-Finkenwerder (IATA: XFW, ICAO: EDHI) è un aeroporto privato situato nel quartiere Finkenwerder di Amburgo, in Germania. La struttura è parte del complesso di assemblaggio di Airbus, che è anche proprietaria dell'infrastruttura. Tale infrastruttura è utilizzata esclusivamente per voli di trasferimento, voli di prova e per le consegne di nuovi aeromobili.
L'aeroporto è idoneo ad ospitare l'Airbus A380. Non sono presenti voli di linea dall'aeroporto, in quanto l'aeroporto viene utilizzato prevalentemente per voli di prova e voli cargo per trasferimenti di componenti di aeromobili. Due volte al giorno è presente un volo charter passeggeri per trasferimento personale verso Tolosa.

## Storia
L'aeroporto venne costruito circa dieci anni dopo la fine della Seconda Guerra Mondiale e nel 1964 il terzo prototipo del Transall C-160 fece il primo volo dall'aeroporto.
Nel 2006 iniziarono i lavori per l'allungamento della pista da 2 684 metri a 3 183 al fine di poter accogliere una pianificata versione cargo dell'Airbus A380. La pista venne completata il 16 luglio 2007.

## Impianto Airbus
L'aeroporto è parte del complesso industriale Airbus, dove lavorano circa 15 000 persone. Qui vengono effettuati gli assemblaggi finali per gli aerei delle famiglie Airbus A320 e Airbus A320neo, oltre che gli allestimenti interni e le verniciature esterne sia per gli Airbus A320 che per gli Airbus A380. Per quest'ultimo modello, è prevista presso l'aeroporto la consegna per gli operatori di Europa e Medio Oriente.
Lo stabilimento è inoltre il luogo in cui vengono assemblati i maggiori componenti dell'Airbus A380, come parti della fusioliera, che vengono trasferiti con voli cargo speciali agli stabilimenti Airbus situati presso l'Aeroporto di Tolosa Blagnac per l'assemblaggio finale.
Per quanto riguarda l'Airbus A330 e l'Airbus A350 XWB, vengono assemblate a Finkenwerder le sezioni posteriori della fusoliera.